# Wally Salieu Ndow
Wally Salieu Ndow (* 12. April 1943 in Bansang) ist gambischer Verwaltungsbeamter in Gambia und bei den Vereinten Nationen.

## Leben
Ndow war von 1970 bis 1977 bei der Regierung von Gambia als Direktor von Animal Health & Production tätig. Anschließend bis 1981 als geschäftsführender Koordinator (secretary co—ordinator).
Von 1981 bis 1985 war er im Regionalbüro der Vereinten Nationen in Burkina Faso als Leiter des Büros der Vereinten Nationen in Sahelzone, UN Sahelian Office (UNSO, heute United Nations Office for West Africa and the Sahel, UNOWAS), tätig. Ab 1985 bis 1986 war er Leiter der Abteilung Außenbeziehungen Büro der Vereinten Nationen für Katastropheneinsätze in Afrika (UN Office of Emergency Operations in Africa) in New York. Anschließend ab 1986 war er Leiter der Abteilung Ostafrika, UNSO, beim Entwicklungsprogramm der Vereinten Nationen (UNDP) in New York. Von 1987 bis 1988 war er als Hauptverantwortlicher des Regionalbüros für Afrika, UNDP, eingesetzt. 1988 wurde Ndow zum in der UNO ansässigen Koordinator und Vertreter der UNDP in der Zentralafrikanischen Republik ernannt. Diese Funktion hatte er bis 1992 inne.